# Български хелзинкски комитет
Българският хелзинкски комитет (БХК) е българска неправителствена организация за защита на правата на човека – политически, малцинствени, граждански, културни и социални, с акцент върху отстояване на правата на малцинствата и най-уязвимите групи в обществото, достъпа до информация, проблеми на системата за наказателно производство.
Сред целите на организацията са да насърчава уважение и защита за правата на човека, да лобира за законодателни промени за привеждане на българското законодателство в съответствие с международните стандарти, да поощрява обществен дебат по правозащитни проблеми и да популяризира правозащитната идея сред широката общественост.

## История
Комитетът е основан на 14 юли 1992 г., а от 1993 г. е член на бившата Международна хелзинкска федерация със седалище във Виена, в която до разпускането ѝ влизат 46 хелзинкски комитети и независими правозащитни групи в Европа, бившия Съветски съюз и Северна Америка, работещи на национално и международно ниво за утвърждаване защитата правата на човека.

## Дейност
Целите на БХК са да насърчава уважение и защита за правата на човека, да лобира за законодателни промени за привеждане на българското законодателство в съответствие с международните стандарти, да поощрява обществен дебат по правозащитни проблеми и да популяризира правозащитната идея сред широката общественост.
Работата на БХК се основава на систематично наблюдение на правозащитната ситуация в България. В своята дейност комитетът обръща специално внимание на правата на жените, на етническите и религиозните малцинства, правата на детето, правата на хората с психични, интелектуални и емоционални затруднения, на положението в местата за задържане, на свободата от дискриминация, на защитата от изтезания и малтретиране, на правата на бежанците и мигрантите, свободата на изразяване, достъпа до информация, проблемите на системата за наказателно правосъдие.
БХК предлага правна помощ на жертви на нарушени човешки правата под формата на консултации или чрез поемане на дела пред вътрешните или международните съдилища. Комитетът също така работи в областта на образованието по права на човека, организира конференции, семинари, обществени акции и други форми на гражданска дейност, свързани с популяризиране на правозащитната идея сред обществеността.
От 1995 г. БХК разполага с правна програма. Чрез нея е извоювал редица вътрешни и международни правни победи в Европейския съд по правата на човека, Комитета на министрите на Съвета на Европа и в Международната организация на труда.
До 2014 г. Комитетът издава и месечното списание „Обектив“, чрез което информира за открити нарушения и заявява позициите си върху актуални правозащитни проблеми. А от 2014 г. до днес бившите служители на редакцията на списанието поддържат тясно свързаният с комитета сайт „Маргиналия“, самоопределящ се като наследник на списание „Обектив“.

### Награда „Човек на годината“
Присъжда наградата „Човек на годината“. Печелили са:
| Година | Спечелил голямата награда                                   | Други отличени |
| ------ | ----------------------------------------------------------- | --- |
| 2021   | Образователните медиатори                                   | Глория Филипова, Мануела Попова и „Рейнбоу хъб“ и ЛГБТИ организация „Действие“ (борба с хомофобията) и Фондация „Нашите недоносени деца“ (медицински грижи). Борислав Борисов като активист |
| 2020   | работещите и доброволците в отделенията за пациенти с Ковид | „За истинска детска болница“ и Руси Милев, Димитър Димитров, Васил Василев и Мария Колева (протестиращи срещу хомофобията)                                                                  |
| 2019   | Генка Шикерова и Полина Паунова за разследваща журналистка  | Юлия Георгиева (с „Център за хуманни политики“) и Георги Богданов (с Национална мрежа за децата)                                                                                            |
| 2018   | Протестиращите родители на лица с увреждания                | Български фонд за жените и клуб „Не си сам/а“ (против насилието) |
| 2017   | Паоло Кортези, свещеник                                     | Златина Стайкова и Радослава Станчева (учителки в болнични училища) и Кристина Костова (шрифт за хора с дислексия)                                                                          |
| 2016   | Надежда Цекулова заради център „Фонд за лечение на деца“    | Калин Калпакчиев (от Висшия съдебен съвет) и Мерал Фаик (за защита на животни) |
| 2015   | Адв. Даниела Михайлова за борба с расизма                   | Виктор Лилов (заради смелост срещу стигмата за гейове в политиката) и доброволците в проект Бежанци (вкл. Джил Класби и Сейди Класби)                                                       |
| 2014   | Доброволци и дарители около наводненията                    | Сдружение „Самаряни“ (приобщаване на хора в неравностойно положение) и фондация „Инициатива за здраве“ (борба с вредите от наркотиците)                                                     |
| 2013   | Бежанците и „Приятели на бежанците“                         | Калин Калпакчиев (дейност около Висшия съдебен съвет) и Иво Божков (журналист около протестите)                                                                                             |
| 2012   | „Протестиращият на Орлов мост“                              | Асоциация на Европейските журналисти – България и Тома Белев (природен парк Витоша) |
| 2011   | Съюз на съдиите в България                                  | Антоанета Цонева (защита на избирателните права) и Петя Владимирова (пише за човешки права)                                                                                                 |

## Финансиране
През 2012 година Българският хелзинкски комитет е финансиран основно чрез дарения и субсидии от няколко частни фондации (Институт „Отворено общество“ на Джордж Сорос, Фондация „Оук“, Фондация „Лион Ливай“, Фондация „Работилница за граждански инициативи“), международни организации (Върховен комисариат на ООН за бежанците), институции на Европейския съюз (Агенция за основни права на Европейския съюз, Европейска комисия, Европейски бежански фонд) и неправителствени организации (Център за подкрепа на хората с психически увреждания, ТехСуп Глобал).
В предходните години сред спонсорите на организацията са Американска агенция за международно развитие, посолствата на САЩ и Нидерландия в България, Европейски център за правата на ромите, Институт за устойчиви общности, Министерство на труда и социална политика, Министерството на външните работи на Нидерландия, Програма на ООН за развитие, Програма ФАР и други фондове на Европейския съюз, Ромски образователен фонд, Тръст за гражданско общество в Централна и Източна Европа, Фонд „Джърман Маршал“, Уестминстърска фондация за демокрация.

## Критики и противоречия
- По повод избора на нов персонален състав на Висшия съдебен съвет през 2012 г. БХК и други неправителствени организации изпращат обширен списък с въпроси до Комисията по правни въпроси в парламента, предназначени за публичното изслушване на кандидатите за членове на съвета. По този повод през септември 2012 г. вестник „Телеграф“ публикува статия, в която определя изпратилите въпросите неправителствени организации като работещи със „съмнително финансиране“, идващо предимно от фондация „Отворено общество“ на Джордж Сорос. В материала се подчертава и че БХК е сред организациите, подкрепили съдия Мирослава Тодорова, определена от вестника като „скандална съдийка“, по повод дисциплинарното ѝ уволнение през 2009 г.[19]
- БХК отправя сериозни критики срещу българската прокуратура във връзка с разследването на смъртните случаи на изоставени деца, отглеждани в институции. През август 2009 г. организацията завежда дело срещу прокуратурата за бездействието ѝ да преследва престъпленията срещу такива деца, в частност големият брой смърти (75 за 8 години).[20] Заведеното дело се води от БХК в името на множество засегнати деца и в обществен интерес.[21] Първото заседание по него е проведено на 11 февруари 2010 г. От БХК уточняват, че в близо 20 писмени откази, заради които се води делото, прокурорите сами констатират множеството смърти и телесни повреди на децата, както и редица дефицити на грижата за тях в домовете. Въпреки това обаче те отказват да образуват досъдебни производства по случаите, без да са изяснили дали смъртта и травмите на децата не са в резултат на престъпно тяхно занемаряване и пренебрегване от страна на служителите на домовете, в които са били настанени.[22] През февруари 2010 г. се постигна споразумение с главния прокурор за съвместни проверки на прокуратурата и БХК във всички домове.[23] Проверките са извършени в периода март – юни 2010 г. До август 2010 г. тече обработка на данните и изготвяне на докладите на БХК до прокуратурата.[20] Осем месеца по-късно прокуратурата е образувала 248 досъдебни производства, прекратила е 25, от които 21 се проверяват от по-горна инстанция. Няма нито един внесен в съда обвинителен акт, а преобладаващата част от производствата са срещу неизвестен извършител. Установени са 238 смъртни случая между 2000 г. и 2010 г. Според БХК поне три четвърти от тях са били излишни: 31 са от глад (системно недохранване); 84 са от занемаряване; 13 са от лоша хигиена; 6 са от злополуки като измръзване, удавяне, задушаване; 36 са от студ или залежаване; 2 са от насилие. По време на проверките е установено още, че в домовете за деца с увреждания в България продължава да има насилие, връзване и малтретиране с вредни медикаменти. Към момента на проверките 103 домуващи страдат от недохранване и има реален риск да умрат от глад.[24] От БХК поставят особено ударение върху случаите на децата Анета и Николина, отглеждани в закрития впоследствие Дом за деца с мозъчна и умствена изостаналост в търговишкото село Стража, починали съответно на 15- и 19-годишна възраст. Анета умира през 2006 г. от перфорация на стомаха, като в болницата изваждат от нея 25 стелки за обувки, 8 парцала, 3 дунапренени гъби, 6 чорапа, 3 парчета хартия и 3 камъка с големина 3 – 4 см при операция, която не успява да я спаси. Трима прокурори от три инстанции последователно и безпротиворечиво затварят случая, без да установяват виновник за смъртта и без да изследват отговорността на служителите в дома, допуснали детето да погълне предметите.[25] Когато БХК обявява, че ще заведе дело срещу България за нарушаване на правото на живот на Анета, прокуратурата отново се заема със случая.[26][27][28] Николина умира на 19 г., според властите, от маразъм – крайната степен на патологично недохранване. Прокуратурата обаче не намира престъпление и прекратява досъдебното дело. Според прокурорите, в това число от Върховната касационна прокуратура, недохранването, причинило смъртта, се дължи на умствената изостаналост на Николина.[29] И по двата случая БХК завежда пред Европейския съд по правата на човека дело срещу България през 2012 г.[30][31] През 2013 г. организацията завежда трето дело – за смъртта на 14-годишния Борис от институцията в с. Петрово, Благоевградско, който е починал от дизентерия (зараза, обусловена от лоша хигиена).[32] В годишния си доклад за правата на човека през 2012 г. БХК съобщава, че „[п]рез 2012 г. разследванията на случаите на смърт и сериозни увреждания на деца, установени в резултат на съвместните проверки на БХК и Прокуратурата на Република България (ПРБ) в домовете за деца с умствени увреждания през 2010 г., не претърпяваха напредък. [...] По нито едно от образуваните 229 досъдебни производства и преписки към настоящия момент не е повдигнато обвинение пред съд, след две години и половина разследване, от есента на 2010 г. до края на месец януари на 2013 г.“.[33]
- През декември 2012 г. БХК излиза със свое становище срещу кандидатурата на председателя на Окръжен съд – Пловдив Сотир Цацаров за главен прокурор. В становището си от организацията критикуват съдията, че вместо да охранява независимостта на съдебната власт той „сътрудничи на държавата, на полицията, на прокуратурата да бъдат осъждани хората, които полицията и прокуратурата посочат като престъпници“, като така обслужва държавата; че налага и по собствени твърдения наказателна политика на съда, което е несъвместимо с дълга на съдията по конкретното дело да вземе решение единствено въз основа на доказателствата и на закона; политиката му на привърженик на употребата на специални разузнавателни средства не само в крайни случаи, както е предписано в закона; и като цяло, че нехае за върховенството на закона. В подкрепа на тезата си правозащитниците посочват изказвания на самия Цацаров и статистика, която свидетелства, че процентът на осъдителните присъди в пловдивски съдебен район е много по-висок от средната европейска стойност – между 95 и 98,5%, докато средната европейска стойност е 80%.[34][35] Цацаров бива избран от Висшия съдебен съвет за главен прокурор на 20 декември 2012 г. с 18 гласа „за“, три „против“ и трима въздържали се.[36][37][38] На следващия ден президентът Росен Плевнелиев подписва указ за назначаването му.[39][40] На следващия ден БХК обявява, че оттегля членството си в Гражданския съвет към ВСС. Правозащитната организация обяснява действието си с това, че този орган „е измама“, предвид избора на новия главен прокурор, който, според Комитета, демонстрира нежелание висшият кадрови орган на съдебната власт да се вслуша в гражданското общество. В становището си БХК се аргументират:

| „ | От месеци наред гражданското общество – критични журналисти, застъпници в обществен интерес и правозащитници – аргументирано оспорва процедурата, която ВСС прие за избора на главен прокурор, както и, конкретно, номинацията на съдията Цацаров. В обществената среда се генерира подреден, консистентен дискурс от доводи за пороците и рисковете на тази незаконосъобразна процедура, която ВСС прие, в явна пряка връзка с номинацията на Цацаров – минути преди да бъде номиниран той, за да се възползва от статуса на „първи“, който елиминира другите кандидати, без избор. ВСС с това доказа, в огромен ущърб на държавността и обществения интерес, че не се води от закона и аргументите на активистите за законност, а единствено от своя скрит сценарий, в угода на властови лобита, чиито интереси нямат нищо общо със законността. Употребата на обществените организации чрез поддържане на фасаден и кух „граждански съвет“ за легитимиране на произволната, подмолна дейност на ВСС не е нещо, в което БХК ще участва. Призоваваме институциите, които имат правомощие оттук насетне по избора на главен прокурор, да преценят внимателно тежкия риск от дискредитиране на държавата вследствие предизвестеното назначаване на избраника на властниците, по ред, който е несъстоятелен и априори изкривен. Нека гласът на гражданското общество да не е глас в пустиня, за да не се превърне в пустиня всичко останало тук.[41] | “ |
- Журналистът Петър Волгин обвинява БХК в това, че не защитава „хората, които биват експлоатирани, хората с ниските доходи, хората със срамно ниските пенсии, хората, които нямат пари да си купят лекарства“.[42]

### Обвинения в „антибългарска“ дейност
БХК често пъти е окачесвявана от страна на националистически, ултранационалистически, дясноекстремистки, някои леви и други организации, медии и личности като работеща против „интересите на България“ и работеща за „чужди интереси“. Характерът на организацията като позиционирана в полза на враждебни на българската държава сили, е медиатизиран чрез нарицателни като „антибългарска“ (организация) и „майкопродавци“.Архив на оригинала от 2014-03-16 в Wayback Machine.</ref>
Така например във връзка с позицията на БХК за партията ОМО Илинден-Пирин и алтернативния синод, юристът Борислав Цеков последователно критикува БХК, определяйки служителите на организацията като „майкопродавци“; „душмани“; имплицитно назовавайки ги псевдоправозащитници; и обвинявайки ги в „антибългарски мотиви“ за позицията им.
В интервю за програма „Христо Ботев“ на Българското национално радио на 24 май 2012 г. бившият университетски преподавател по политология и телевизионен водещ Румен Дечев поставя БХК сред организациите, които според него „уж представяха гражданското общество, но бяха силно идеологизирани и налагаха определен модел на мислене и на политическа организация, изгодна за чужди държави и интереси“.
На 29 януари 2021 евродепутата Ангел Джамбазки критикува Хелзинкския комитет и другите правозащитни организации в България за мълчанието им относно репресиите над жителите на Северна Македония, запазили Българското си самосъзнание.

### Номинация на Джок Полфрийман за „Човек на годината“
В края на 2015 г. австралиецът Джок Полфрийман и оглавяваното от него „Българско затворническо сдружение за реабилитация“ са номинирани за наградата „Човек на годината“ на БХК от жена на име Каролайн Стейпълс. Съгласно регламентът на наградите, всеки може да номинира всекиго. Към момента на номинацията Джок Полфрийман излежава в Централния софийски затвор 20-годишна присъда лишаване от свобода за убийството на 20-годишния българския студент Андрей Монов, извършено на 28 декември 2007 г. в София. Номинацията на Полфрийман предизвиква обществени реакции както против, така и в подкрепа на номинацията. Организиран е и протест пред сградата на БХК.
Активистът Александър Миланов, номиниран за „Човек на годината“ през 2015 г. оттегля номинацията си с думите: „Не искам да съм „Човек на годината“. Убеден съм, че човек, който допуска грешки, трябва да има възможност да се поправи. Убийството, обаче, не е грешка“. Екипът на телевизионното предаване Господари на ефира също оттегля номинацията си за „Човек на годината – 2015“ с изявление: „Благодарим за признанието, но искаме да кажем, че както много други хора, така и ние не приемаме да сме номинирани в една класация с човек, излежаващ присъда за убийство.“ В своя позиция, публикувана в личния му сайт, Иво Инджев, носител на наградата „Човек на годината 2010“, иска оставката на отговорното за допускането на номинацията лице в БХК.
Първоначалната позиция на БХК е, че „номинацията на Джок Полфрийман напълно отговаря на критериите и изискванията, които сме поставили предварително, и въз основа на това, няма аргументи, с които да откажем включването му сред номинираните“. Два дни по-късно, след провелия се протест, организацията обявява, че поради обществените реакции срещу номинацията на Джок Полфрийман и след вътрешно обсъждане, БХК е взел решение индивидуалната кандидатура на Джок Полфрийман да бъде отстранена, а номинацията да остане единствено за Българско затворническо сдружение за реабилитация.
Бащата на убития Андрей Монов, Христо Монов, заявява пред телевизия bTV, че „БХК е взел пари от семейството на Джок Полфрийман, за да номинира един убиец за човек на годината“. БХК отрича това твърдение и призовава Христо Монов или да го докаже, или да се отрече от него. Христо Монов така и не предоставя доказателство за твърдението си, но и не го оттегля.
След номинацията на Джок Полфрийман в интернет е започната „Петиция за забрана на дейността на Български хелзинкски комитет“. Към 13 ноември 2015 г. петицията е подписана от над 10 000 души. Бащата на жертвата, Христо Монов, изказва пред вестник „168 часа“ подкрепя на идеята за забрана на неправителствената организация, но без да изказва мотивите си за това. Председателят на БХК, Красимир Кънев, коментира петицията с това, че „всеки има правото да си прави каквито поиска петиции“, че петицията не е способна да спре дейността на организацията, независимо от обществената подкрепа, и че единственият орган, способен да стори ефективно това, е прокуратурата.

### Обвинения свързани с финансирането
На 4 ноември 2013 г. БХК изпраща на главния прокурор Сотир Цацаров открит сигнал относно изказвания на представители на ВМРО-БНД и Сдружение на българските футболни привърженици (СБФП) по време на „шествие срещу имигрантското нахлуване“ на предходния ден. В сигнала си организацията се позовава на цитирани изказвания на заместник-председателя на партията Ангел Джамбазки и други лица, публикувани в новина за шествието в сайта на самата ВМРО-БНД. В отговор от прокуратурата образуват досъдебно производство срещу Джамбазки и други неизвестни лица. Повод за шествието, на което са направени изказванията, е нападението над 20-годишната Виктория Христова в центъра на София от страна на алжиреца Салахадин Бин Аладин.
В отговор на сигнала на БХК от партията изпращат сигнал срещу правозащитната организация до Национална агенция за приходите (НАП) с искане да бъде установен произхода на финансирането на комитета, а в пресконференция заявяват и че са „твърдо решени да бъде извадено на светло всичко около тази организация“. В подкрепа на ВМРО-БНД се обявява и Български национален съюз, от където в публична позиция определят БХК като „подривна терористична организация“, прикачват „Анти-“ пред името ѝ, за да назоват комитета „антибългарски“ и изказват редица твърдения относно дейността на организацията, като това, че разпалва етническа нетърпимост в България, че покровителства тероризма и др.
Ангел Джамбазки публично окачествява организацията като „противобългарска“ и твърди, че тя „се занимава с това да клевети представители на българската общност“. От партията обвиняват БХК и в това, че е „инструмент за унищожение на нацията“ и „установява антибългарска и антихуманна дейност в България и в цели свят“.
След като от НАП обявяват, че започват проверка, от БХК заявяват, че „[а]ко наистина данъчната проверка на БХК е по сигнала на ВМРО-БНД – организация, която нееднократно е отричала основни принципи на политическата демокрация и правата на човека, това е недопустимо и граничи с политически тормоз“. Критични към нерегулярната инспекция са и други 14 неправителствени организации. След началото на проверката от ВМРО-БНД публикуват позиция, в която заявяват, че „[ж]алкият вой на БХК показва – има защо да са притеснени“. Джамбазки публично отправя искането на проверка да бъдат подложени и физическите лица в организацията. В телевизионно интервю той коментира, че реакцията на БХК на данъчната проверка показна, че организацията „има какво да крие“. Централна за позицията на ВМРО-БНД е тезата, че с дейността си БХК „клевети пред разни институции и инстанции по света различни български държавни институции, общественици, обществени организации (в това число и ВМРО)“ и че „се занимава само с това да очерня България пред света и да действа само във връзка със защита на правата било на цигани, било на сепаратисти като ОМО Илинден, било на нелегални емигранти“.
На 6 март 2014 г. от НАП изпращат на БХК резултата от проверката, който не установява нито едно нарушение.